# Jason Scott Lee
Jason Scott Lee (kínaiul: 李 截; Pinjin: Lǐ Jié; született 1966. november 19.) kínai származású amerikai színész és harcművész.
Leginkább Bruce Lee szerepéből ismert az 1993-ban bemutatott A Sárkány – Bruce Lee élete című harcművészeti filmből. A  Maugli, a dzsungel fia (1994) című Disney-filmben a címszereplőt alakította.

## Fiatalkora
Los Angelesben született. Hawaii és kínai származású, Hawaiion nevelkedett. A Pearl City-ben lévő középiskolába járt.

## Magánélete
2008-ban feleségül vette Diana Lee-t.

## Filmográfia

### Film
| Év   | Magyar cím                                   | Eredeti cím                                      | Szerep                | Magyar hang     |
| ---- | -------------------------------------------- | ------------------------------------------------ | --------------------- | --------------- |
| 1987 | Illegális kivándorló                         | Born in East L.A.                                | Paco                  |                 |
| 1989 | Vissza a jövőbe II.                          | Back to the Future Part II                       | Whitey                |                 |
| 1991 | Vérszomjas szörnyecskék 3. – A bolondok hete | Ghoulies 3: Ghoulies Go to College               | Kyle                  |                 |
| 1992 | Az emberi szív térképe                       | Map of the Human Heart                           | Avik                  | Görög László    |
| 1993 | A Sárkány – Bruce Lee élete                  | Dragon: The Bruce Lee Story                      | Bruce Lee             | Harmath Imre    |
| 1994 | Rapa Nui – A világ közepe                    | Rapa Nui                                         | Noro                  | Lippai László   |
| 1994 | Maugli, a dzsungel fia                       | The Jungle Book                                  | Maugli                | Görög László    |
| 1997 | Halálos analízis                             | Murder in Mind                                   | Holloway              |                 |
| 1998 | Talos, a múmia                               | Tale of the Mummy                                | Riley                 | Galambos Péter  |
| 1998 | A katona                                     | Soldier                                          | Caine 607             | Czvetkó Sándor  |
| 2002 | Lilo és Stitch – A csillagkutya              | Lilo & Stitch)                                   | David Kawena (hangja) | Bereczki Zoltán |
| 2003 | Drakula 2. – Mennybemenetel                  | Dracula II: Ascension                            | Uffizi atya           | Dolmány Attila  |
| 2003 | Időzsaru 2. – Verseny az idővel              | Timecop 2: The Berlin Decision                   | Ryan Chen TEC ügynök  | Lux Ádám        |
| 2005 | Drakula 3. – Az örökség                      | Dracula III: Legacy                              | Uffizi atya           | Dolmány Attila  |
| 2005 | Lilo és Stitch 2. – Csillagkutyabaj          | Lilo & Stitch 2: Stitch Has a Glitchn            | David Kawena (hangja) | Bereczki Zoltán |
| 2005 | Angyalok háborúja 5.                         | The Prophecy: Forsaken                           | Dylan                 |                 |
| 2005 | Nomád                                        | Köshpendiler                                     | Oraz                  | Király Attila   |
| 2006 | Az eltűnt ezred                              | Only the Brave                                   | Glenn Takase          | Juhász Zoltán   |
| 2006 |                                              | The Slanted Screen (dokumentumfilm)              | önmaga                |                 |
| 2007 | Szerva itt, pofon ott                        | Balls of Fury                                    | Eddie                 | Juhász Zoltán   |
| 2008 |                                              | Dance of the Dragon                              | Cheng                 |                 |
| 2014 | A hetedik fiú                                | Seventh Son                                      | Urag                  | Nagypál Gábor   |
| 2016 | Tigris és sárkány 2. – A végzet kardja       | Crouching Tiger, Hidden Dragon: Sword of Destiny | Hades Dai             |                 |
| 2016 |                                              | Burn Your Maps                                   | Shaman asszisztens    |                 |
| 2016 |                                              | Alaska Is a Drag                                 | Diego                 |                 |
| 2019 |                                              | The Haunted Swordsman (rövidfilm)                | A kardforgató         |                 |
| 2020 | Mulan                                        | Mulan                                            | Bori Khan             | Bognár Tamás    |
| 2021 |                                              | The Wind & the Reckoning                         | Ko'olau               |                 |
| 2022 |                                              | Boon                                             | Killa                 |                 |
| 2025 | Lilo és Stitch – A csillagkutya              | Lilo & Stitch                                    | Lūʻau menedzser       | Rajkai Zoltán   |

### Televízió
| Év        | Magyar cím              | Eredeti cím             | Szerep              | Megjegyzések                                 |
| --------- | ----------------------- | ----------------------- | ------------------- | -------------------------------------------- |
| 1988      |                         | Matlock                 | Lee Tran            | 1 epizód                                     |
| 1989      |                         | Wolf                    | Chin                | 1. évad (1 epizód)                           |
| 1990      |                         | CBS Schoolbreak Special | John Henderson      | 7. évad (4 epizód)                           |
| 1990      |                         | The Lookalike           | John "Charlie" Chan | tévéfilm                                     |
| 1990      |                         | Vestige of Honor        | Ha-Kuhn             | tévéfilm                                     |
| 1997      | Kiéhezve                | The Hunger              | Craig Yun           | 1. évad (4 epizód)                           |
| 2000      | Az Ezeregyéjszaka meséi | Arabian Nights          | Aladdin             | - minisorozat - magyar hangja: - Csőre Gábor |
| 2010–2013 | Hawaii Five-0           | Hawaii Five-0           | Kaleo nyomozó       | 3 epizód                                     |
| 2012      |                         | Secrets of Shaolin      | önmaga              | dokumentumfilm                               |
| 2021–2023 | Dr. Doogie              | Doogie Kameāloha, M.D.  | Benny Kameāloha     | főszereplő                                   |